# Baron Mountjoy
Baron Mountjoy war ein erblicher britischer Adelstitel, der je zweimal in der Peerage of England und der Peerage of Ireland und einmal in der Peerage of Great Britain verliehen wurde.

## Verleihungen
Erstmals wurde der Titel am 20. Juni 1465 in der Peerage of England durch Letters Patent für den Treasurer of England, Walter Blount, geschaffen. Sein Ur-ur-urenkel, der 8. Baron wurde am 21. Juli 1603 zudem zum Earl of Devonshire erhoben. Da dieser keine legitimen Kinder hinterließ, erloschen beide Titel bei dessen Tod am 3. April 1606.
Sein illegitimer Sohn und Erbe Mountjoy Blount wurde am 31. Januar 1618 in der Peerage of Ireland zum Baron Mountjoy, of Mountjoy Fort in the County of Tyrone, erhoben. Am 5. Juni 1627 wurde ihm in der Peerage of England auch der Titel Baron Mountjoy, of Thurveston in the County of Derby, verliehen. Am 3. August 1628 wurde er in der Peerage of England zum Earl of Newport, in the Isle of Wight, erhoben. Die Titel erloschen beim kinderlosen Tod seines jüngsten Sohnes, des 4. Earls, am 25. September 1679.
In vierter Verleihung wurde am 1. Januar 1712 in der Peerage of Great Britain der Titel Baron Mountjoy, in the Isle of Wight, für den General Thomas Windsor, 1. Viscount Windsor neu geschaffen. Dieser war ein Nachfahre einer Tochter des 1. Barons erster Verleihung und war bereits am 19. Juni 1699 in der Peerage of Ireland zum Viscount Windsor, of Blackcastle, erhoben worden. Beide Titel erloschen beim Tod seines Sohnes, des 2. Viscounts, am 25. Januar 1758.
Zuletzt wurde der Titel am 19. September 1789 in der Peerage of Ireland für Luke Gardiner geschaffen. Dieser wurde in der Peerage of Ireland am 30. September 1795 auch zum Viscount Mountjoy erhoben. Sein Sohn, der 2. Viscount, wurde zudem in der Peerage of Ireland am 22. Januar 1816 zum Earl of Blessington erhoben, hinterließ aber keine Söhne, so dass die Titel bei seinem Tod am 25. Mai 1829 erloschen.

## Liste der Barone Mountjoy

### Barone Mountjoy, erste Verleihung (1465)
- Walter Blount, 1. Baron Mountjoy (1420–1474)
- Edward Blount, 2. Baron Mountjoy (1467–1475)
- John Blount, 3. Baron Mountjoy (1445–1485)
- William Blount, 4. Baron Mountjoy (1478–1534)
- Charles Blount, 5. Baron Mountjoy (1516–1544)
- James Blount, 6. Baron Mountjoy (1533–1581)
- William Blount, 7. Baron Mountjoy (1561–1594)
- Charles Blount, 1. Earl of Devonshire, 8. Baron Mountjoy (1562–1606)

### Barone Mountjoy, zweite und dritte Verleihung (1618 und 1627)
- Mountjoy Blount, 1. Earl of Newport, 1. Baron Mountjoy (1597–1666)
- Mountjoy Blount, 2. Earl of Newport, 2. Baron Mountjoy († 1675)
- Thomas Blount, 3. Earl of Newport, 3. Baron Mountjoy († 1675)
- Henry Blount, 4. Earl of Newport, 4. Baron Mountjoy († 1679)

### Barone Mountjoy, vierte Verleihung (1712)
- Thomas Windsor, 1. Viscount Windsor, 1. Baron Mountjoy (1669–1738)
- Herbert Windsor, 2. Viscount Windsor, 2. Baron Mountjoy (1707–1758)

### Barone Mountjoy, fünfte Verleihung (1789)
- Luke Gardiner, 1. Viscount Mountjoy, 1. Baron Mountjoy (1745–1798)
- Charles John Gardiner, 1. Earl of Blessington, 2. Baron Mountjoy (1782–1829)